# فرانکلینویل (نیوجرسی)
فرانکلینویل (به انگلیسی: Franklinville) یک منطقهٔ مسکونی در ایالات متحده آمریکا است که در Franklin Township واقع شده‌است. فرانکلینویل ۱۰٬۵۲۴ نفر جمعیت دارد و ۳۰ متر بالاتر از سطح دریا واقع شده‌است.